# Queen Charlotte Mountains
Queen Charlotte Mountains är en bergskedja i Kanada.   Den ligger i provinsen British Columbia, i den sydvästra delen av landet, 4 100 km väster om huvudstaden Ottawa.
Queen Charlotte Mountains sträcker sig 146 km i sydostlig-nordvästlig riktning. Den högsta toppen är Mount Moresby, 1 164 meter över havet.
Topografiskt ingår följande toppar i Queen Charlotte Mountains:
- Apex Mountain
- Cumshewa Mountain
- Koohoo Hill
- Mosquito Mountain
- Mount De la Touche
- Mount Laysen
- Mount Moody
- Mount Moresby
- Mount Oliver
- Mount Poole
- Mount Russ
- Newcombe Peak
- Redtop Mountain
- San Christoval Range
- Tasu Mountain
- Yatza Mountain

I omgivningarna runt Queen Charlotte Mountains växer i huvudsak barrskog. Trakten runt Queen Charlotte Mountains är nära nog obefolkad, med mindre än två invånare per kvadratkilometer.